# Medusa (album de Paradise Lost)
 (mai 2020).
Pour les articles homonymes, voir Medusa.
Albums de Paradise Lost
The Plague Within
(2015) Obsidian
(2020)
Medusa est le quinzième album du groupe de death-doom et metal gothique Paradise Lost, sorti en 2017.
Selon les membres du groupe, il est leur album le plus dur et violent[réf. nécessaire].
C'est aussi le premier album avec le batteur Waltteri Väyrynen.

## Liste des titres
1. Fearless Sky - 8:30
2. Gods of Ancient - 5:50
3. From the Gallows - 3:42
4. The Longuest Winter - 4:31
5. Medusa - 6:20
6. No Passage for the Dead - 4:16
7. Blood & Chaos - 3:51
8. Until the Grave - 5:41

## Personnel
- Nick Holmes : chant, paroles
- Greg Mackintosh : guitares, claviers
- Aaron Aedy : guitares
- Steve Edmondson : basse
- Waltteri Väyrynen : batterie